# 1821

## Събития
- 10 август – Мисури става 24-тия щат на САЩ.
- 25 март – Започва Гръцкото въстание за освобождаване от Османската империя

## Родени
- Габриел Мортилие, френски антрополог
- Георги Раковски, български революционер
- Александър Попов, руски историк
- Георги Гогов, български общественик
- Йордан Мечкаров, български журналист
- Теофил Бейков, български революционер
- 3 февруари – Елизабет Блекуел, британско-американска лекарка
- 19 февруари – Август Шлайхер, германски езиковед
- 5 март – Стефан Веркович, сръбски фолклорист, етнограф и археолог
- 19 март – Ричард Франсис Бъртън, британски пътешественик, изследовател, преводач
- 9 април – Шарл Бодлер, френски поет
- 2 юни – Йон Братиану, румънски политик
- 18 юли —- Полин Виардо, френска оперна певица, мецосопран († 1910 г.)
- 31 август – Херман фон Хелмхолц, германски физик и физиолог
- 24 септември – Циприан Норвид, полски поет
- 11 ноември – Фьодор Достоевски, руски писател
- 12 декември – Гюстав Флобер, френски писател.

## Починали
- Емануил Папас, гръцки революционер
- 23 февруари – Джон Кийтс, Английски поет
- 17 април – Индже войвода, български хайдутин и национален герой
- 5 май – Наполеон Бонапарт, френски император

Вижте също:
- календара за тази година